# Lời thề Hippocrat
Lời thề Hypocrat là một bộ phim về đề tài y đức của đạo diễn Phạm Thanh Phong, ra mắt lần đầu năm 2001.

## Nội dung
Bộ phim xoay quanh việc mỗi sinh viên ngành y trước khi ra trường và được công nhận là một bác sĩ đều phải tuyên thệ lời thề danh dự Hippocrate, một lời thề luôn tận tụy với bệnh nhân và nghề nghiệp của mình. Tuy nhiên, đã có không ít những con sâu làm rầu nồi canh. Phim phản ánh hiện thực ngành y trong xã hội Việt Nam.

## Diễn viên
- Tuấn Quang
- Quách Thu Phương
- Hữu Độ
- Tuyết Mai
- Thùy Dương
- Bá Anh
- Kim Hoàn
- Hương Dung
- Đức Khuê
- Mai Hương
- Hương Trà
- Nghệ sĩ ưu tú Khôi Nguyên - Bác sĩ Thắng
- Nghệ sĩ Nhân dân Chu Văn Thức
- Thu Hương
- Tuấn Minh
- Hoàng Lan
- Mỹ Linh
- Nam Cường
- Quang Thắng
- Đức Thuận
- Phương Lâm
- Quốc Khánh
- Hồng Điệp
- Thu Hà
- Tuấn Dương
- Mai Hòa
- Nghệ sĩ ưu tú Phát Triệu
- Thanh Hưng
- Như Trung
- Thu Hương
- Phương Khanh
- Huyền Thanh
- Thành An
- Mậu Hòa
- Thu Hương
- Hồng Điệp
- Hồng Vân
- Hải Hà
- Thúy Quỳnh
- Anh Quân
- Phương Loan
- Việt Hà
- Tập thể giáo viên, sinh viên đại học Y Khoa
- và các diễn viên khác.

## Nhạc phim
Ca khúc chủ đề: Nói với anh
Sáng tác: Trọng Đài
Thể hiện: Mai Hoa
Ngồi trong đêm em đợi anh
Và trái tim em làm tổ giữa đời anh
Ngồi trong đêm em nhớ anh, nhớ anh
Những cơn gió lao đến cuốn mùa thu đi
Sao anh không bế em ra khỏi cô đơn
Ra khỏi những ngày dằng dặc nhớ
Sao anh không làm khô nước mắt em bằng môi anh
Giá như đôi mắt em là lá khoai để nỗi buồn không ở lại.
Ngồi trong đêm em đợi anh
Giá như đôi mắt em là lá khoai để nỗi buồn không ở lại.
Ngồi trong đêm nhớ anh,nhớ anh,
chiếc lá trong mưa em bé bỏng để em đường xa tìm anh về.